# Dölpopa Sherab Gyeltshen
| Tibetische Bezeichnung                                 |
| ------------------------------------------------------ |
| Tibetische Schrift: དོལ་པོ་པ་ཤེས་རབ་རྒྱལ་མཚན་               |
| Wylie-Transliteration: dol po pa shes rab rgyal mtshan |
| Chinesische Bezeichnung                                |
| Vereinfacht: 笃布巴•喜饶坚赞                           |
| Pinyin:Dububa Xirao Jianzan                            |

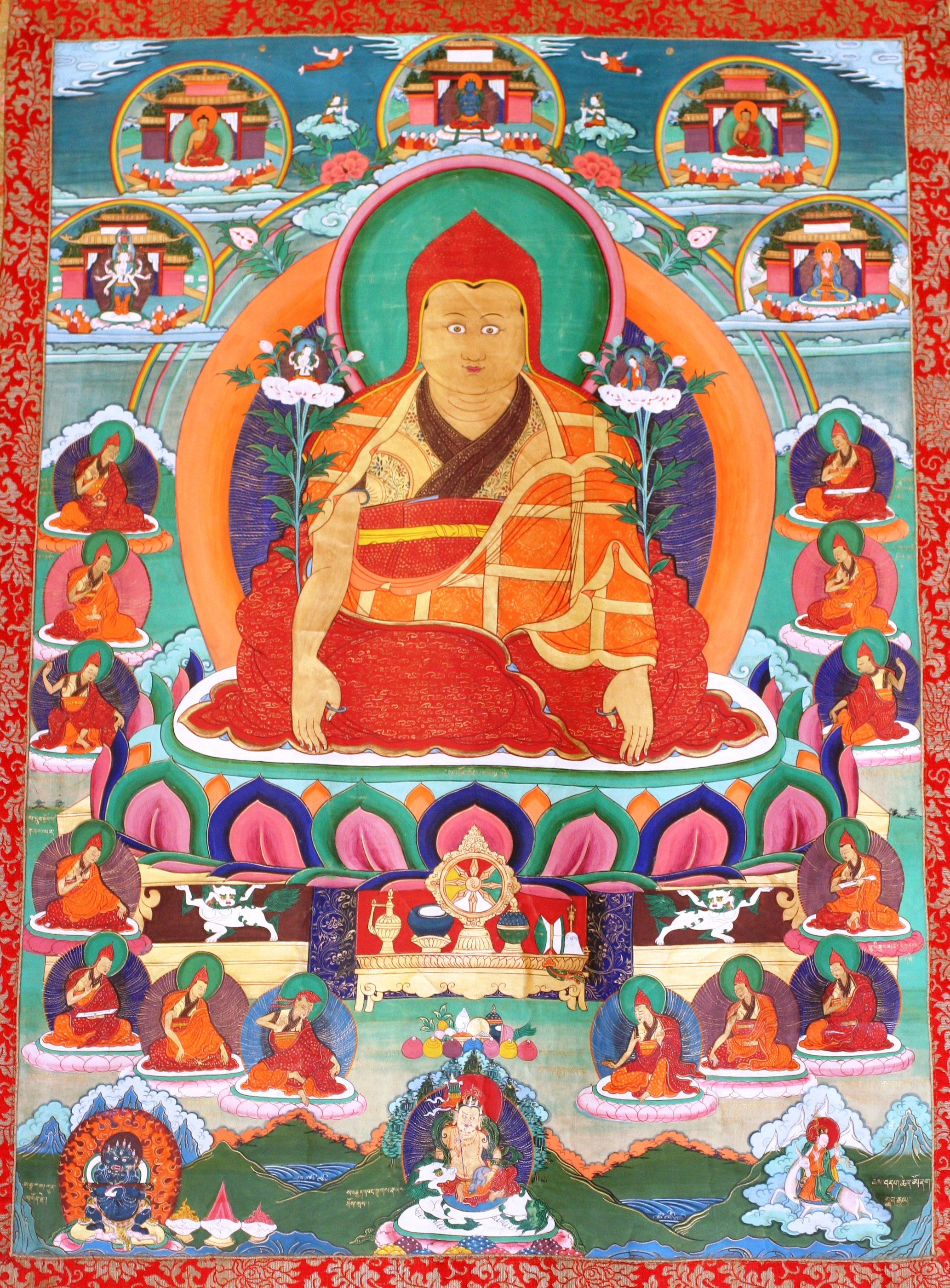
Dölpopa Sherab Gyeltshen auf einem Thangka

Künkhyen Dölpopa Sherab Gyeltshen (tib. kun mkhyen dol po pa shes rab rgyal mtshan; geb. 1292; gest. 1361) oder kurz Dölpopa war ein bedeutender Lama der Jonang-Tradition des tibetischen Buddhismus und Philosoph. Dölpopa war ein Schüler von Künpang Thugje Tsöndrü (kun spangs thugs rje brtson 'grus; 1243–1313), des Gründers des Jonang-Klosters. Unter Dölpopas Einfluss bildete sich die Jonang-Tradition (jo nang pa) im 14. Jahrhundert zu einer eigenständigen Schule des tibetischen Buddhismus.
Er war Mönch des Sakya-Klosters und später des Jonang-Klosters. Er war ein Kalachakra-Spezialist und formulierte die Lehre vom Shentong (tib.: gzhan stong) als erster schriftlich aus, insbesondere in seinem Werk ri chos nges don rgya mtsho. Er wird auch als der Buddha von Dolpo (Dol po'i Sangs rgyas) bezeichnet.

## Werke
Die Bände 14 bis 15 der Buchreihe Phyag bris gces btus enthalten Schriften von Jonang Chogle Namgyel (Eine Sammlung von annotierten Kommentaren zum Kālacakra-Tantra mit Schriften von Künpang Thugje Tsöndrü, Jonang Chogle Namgyel, Butön Rinchen Drub und Dölpo Sherab Gyeltshen bilden in dieser Reihe die Bände 11 bis 17: Dus 'khor ’grel mchan phyogs bsgrigs. Krung go bod rig pa dpe skrun khang, ISBN 978-7-80057-848-9.)